# Croisière de Lamellerie
La croisière de Lamellerie est une expédition navale qui se déroule en 1806. Quatre frégates et un brick français approvisionnent les colonies françaises du Sénégal et de Guyane et chassent les navires de commerce britanniques dans l'océan Atlantique.

## Contexte
À la fin de l'année 1805, la marine impériale française se trouve dans une position critique. Les batailles de Trafalgar et cap Ortegal ont détruit 25 % de la flotte combinée franco-espagnole. La marine française ne dispose plus que de 40 vaisseaux et 37 frégates et n'est plus en état de combattre la Royal Navy dans de grandes batailles. Le 17 mai 1806, Napoléon Ier décide un changement stratégique et demande à son ministre de la marine Decrès de mettre sur pied une dizaine de croisières pour lutter contre le commerce maritime britannique.
Dans le projet initial de l'empereur, trois croisières doivent partir de Cadix où les débris de la flotte française se sont repliés après la bataille de Trafalgar. Mais le blocus britannique sur le port espagnol est serré et l'état de délabrement des vaisseaux de ligne assez avancé, aussi la composition de la croisière et son objectif sont modifiés par la suite.

## Objectif et moyens
Le capitaine de vaisseau Louis-Charles-Auguste Delamarre de Lamellerie (en) se voit confier le commandement de 4 frégates et d'un brick. Il a son pavillon sur l'Hortense, frégate de 40 canons, et navigue avec les frégates de 40 canons Rhin et Hermione, la frégate de 36 canons Thémis et le brick Le Furet.
Il doit d'abord approvisionner les colonies du Sénégal et de Cayenne puis s'attaquer au commerce britannique dans l'Atlantique.

## Déroulement
Les navires français parviennent à sortir de Cadix le 26 février 1806. Ils sont rapidement repérés et pris en chasse par deux bâtiments anglais, le Moselle et l'Hydra. Tandis que le Moselle est envoyé avertir l'amiral Collingwood, commandant le flotte du blocus, l'Hydra continue à suivre les bâtiments français. Dans la nuit, le brick français Furet est distancé par ses frégates et rattrapé par la frégate anglaise. Après un très bref engagement, le commandant français amène ses couleurs.
Les autres navires français parviennent à distancer les britanniques et se dirigent vers le Sénégal. Ils y débarquent 100 hommes de renforts pour la garnison. La division rallie ensuite Cayenne et y débarque 250 hommes et du matériel.